# Polydorella prolifera
Polydorella prolifera är en ringmaskart som beskrevs av Augener 1914. Polydorella prolifera ingår i släktet Polydorella och familjen Spionidae. Inga underarter finns listade i Catalogue of Life.